# Feliu Gasull i Altisent
Feliu Gasull i Altisent (Barcelona, 25 de març de 1959) és un guitarrista i compositor català.
Va estudiar al Conservatori de Ginebra i a la Universitat d'Indiana. Ha fet col·laboracions assíduament amb l'Orquestra de Cambra del Teatre Lliure. Musicalment, ha col·laborat amb Maria del Mar Bonet, Toti Soler i Ovidi Montllor, entre d'altres. Com a compositor, ha escrit obres per a guitarra, per a formacions de cambra, per a veu i per a orquestra. L'any 1991 va rebre el Premi Ciutat de Barcelona. Actualment és professor de música de cambra del Departament de Clàssica i Contemporània de l'Escola Superior de Música de Catalunya (ESMUC). És un dels exponents de la guitarra catalana.

## Obres
- Suite de Santa Fe (1995)
- Concert per a orquestra (2003)
- La casa entre les flors (2002), amb lletra del poeta Enric Casasses
- La tonalitat de l'infinit (2005), amb lletra del poeta Enric Casasses